# Symphitoneurina fulva
Symphitoneurina fulva är en nattsländeart som först beskrevs av Navás 1932.  Symphitoneurina fulva ingår i släktet Symphitoneurina och familjen långhornssländor. Inga underarter finns listade i Catalogue of Life.